# Stenisis humilis
Stenisis humilis is een zachte koraalsoort uit de familie Isididae. De koraalsoort komt uit het geslacht Stenisis. De wetenschappelijke naam van de soort werd in 1936 gepubliceerd door Elisabeth Deichmann.